# Нестос (дим)
Не́стос (греч. Δήμος Νέστου) — община в Греции. Включает нижнее течение реки Нестос (Места). Входит в периферийную единицу Кавала в периферии Восточная Македония и Фракия. Административный центр — Хрисуполис. Димархом на местных выборах 2019 года избран Саввас Михаилидис (Σάββας Μιχαηλίδης, 2019). Площадь 678,831 км². Население 22 331 человек по переписи 2011 года. Плотность 32,9 человека на квадратный километр.
Община создана в 2010 году (ΦΕΚ 87Α) по Программе «Калликратис» при слиянии упразднённых общин Керамоти, Орино и Хрисуполис.